# Nippon Blue Jays
O Nippon Blue Jays é um time de beisebol brasileiro que joga no Campeonato Brasileiro de Beisebol (CBB), a principal divisão do esporte no Brasil. Eles são o time mais bem-sucedido do torneio, com 12 títulos conquistados desde 1993.  O time é sediado no Nippon Country Club, um clube de campo nipo-brasileiro em Arujá, São Paulo.
O time não é oficialmente afiliado ao Toronto Blue Jays da Major League Baseball, mas usa seu logotipo e cores. Esse fato se deve a José Pett, um arremessador brasileiro que assinou com o Toronto Blue Jays em 1993; o clube brasileiro de Pett adotou o nome “Blue Jays” em sua homenagem, com a permissão da franquia de Toronto.    Toronto chegou a doar uniformes autênticos ao clube brasileiro, a pedido de Pett. 